# Actinocarya acaulis
Actinocarya acaulis, jedna od dviju vrsta roda Actinocarya, porodica boražinovki koja raste u Aziji od sjevernog Pakistana do Himalaje. Prvi puta opisana je 1911. pod imenom Eritrichium acaule, a 1940. smještena je u dotada monotipski rod Actinocarya

## Sinonimi
- Eritrichium acaule W.W.Sm.
- Metaeritrichium microuloides W.T.Wang